# Használd a varázserődet!
A Használd a varázserődet! (eredeti cím: Bob's Broken Sleigh) 2015-ös kanadai animációs tévéfilm. 
Kanadában a Family Channel, Amerikában a Disney Channel adta. Mindkét országban 2015. december 11-én volt a premierje. Magyarországon a Disney Channel és a Disney Junior is leadta, az előbbi 2016. december 10-én az utóbbi 2016. december 6-án.

## Szereplők
| Név            | Eredeti hang         | Magyar hang       |
| -------------- | -------------------- | ----------------- |
| Bob            | Cole Howard          | Baráth István     |
| Halképű        | Bruce Greenwood      | Vass Gábor        |
| Pufi           | Victor Garber        | Schnell Ádám      |
| Kék            | Michael Adamsthwaite | Láng Balázs       |
| Hopszi         | Raini Rodriguez      | Köves Dóra        |
| Télapó         | Colin Murdock        | Csankó Zoltán     |
| Töpörtyű       | Maryke Hendrikse     | Dögei Éva         |
| Picur          | Sam Vincent          | Moser Károly      |
| Tökmag         | Gabe Khlouth         | Seszták Szabolcs  |
| Minion 1       | Peter Kelamis        | Kisfalusi Lehel   |
| Minion 2       | Terry Klassen        | Bodrogi Attila    |
| Accountant Elf | Diana Kaarina        | Sipos Eszter Anna |
| Narwhal Leader | Omari Newton         | Bordás János      |